# Detrit
En biologia els detrits o detritus són residus, generalment sòlids, que provenen de la putrefacció de fonts orgàniques i minerals. Encara que és matèria orgànica putrefacta, morta, hi ha éssers vius que s'alimenten d'ella. Aquests organismes generalment viuen en aigües estancades o pantans i s'anomenen sapròfags o sapròfits.